# 雷切爾冰川

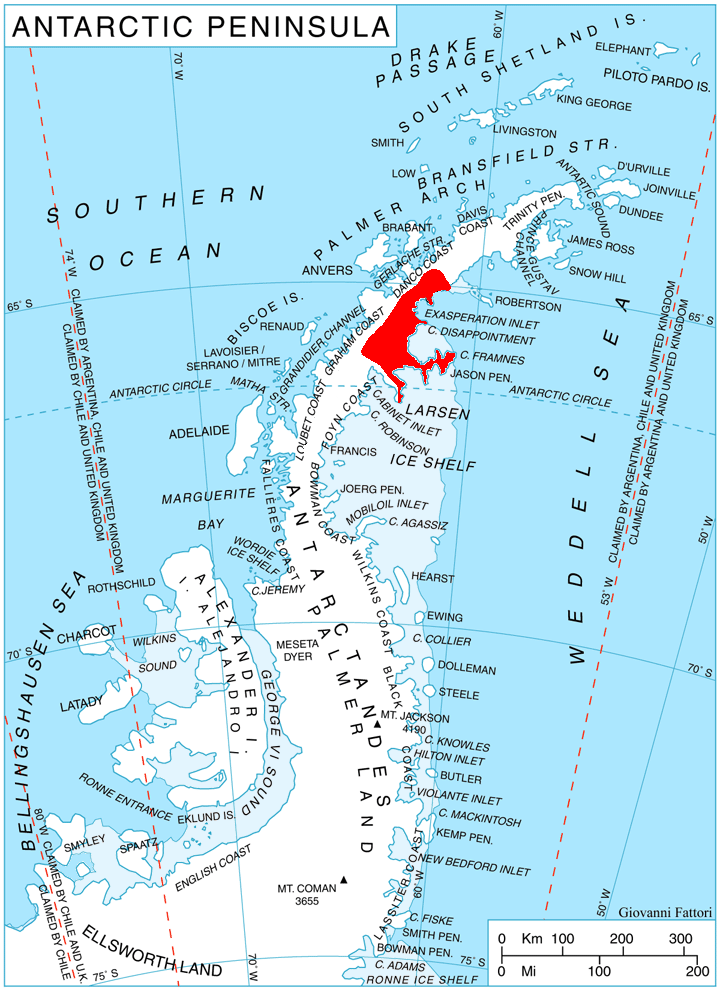

65°37′S 62°10′W / 65.617°S 62.167°W
雷切爾冰川（英語：Rachel Glacier）是南極洲的冰川，位於葛拉漢地東岸，全長11公里，處於克魯彭嶺和帕德什嶺之間，以赫爾曼·梅爾維爾小說《白鯨記》的船隻命名。